# Sesarma brucei
Sesarma brucei is een krabbensoort uit de familie van de Sesarmidae. De wetenschappelijke naam van de soort is voor het eerst geldig gepubliceerd in 2009 door Naruse, Castro & Ng.